# Ravna Dubrava
Ravna Dubrava (cyr. Равна Дубрава) – wieś w Serbii, w okręgu niszawskim, w gminie Gadžin Han. W 2011 roku liczyła 300 mieszkańców.